# Simge Büyükedes
Simge Büyükedes (Istanbul, 1981) és una cantant d'òpera turca. Va rebre la seva educació musical al Conservatori de la Universitat Mimar Sinan a Istanbul. Després continua la seva educació a La Scala, a Milà, amb Leyla Gencer. És soprano.